# ألفرد إتش. لوف
ألفرد إتش. لوف هو سياسي أمريكي، ولد في 7 سبتمبر 1830 في فيلادلفيا في الولايات المتحدة، وتوفي في 29 يونيو 1913.